# マディナ・ジュメイラ
マディナ・ジュメイラ(Madinat Jumeirah)は、アラブ首長国連邦・ドバイのジュメイラにある高級リゾート。ジュメイラ・インターナショナルが経営する。

## 概要
ジュメイラ・ビーチ・ホテルとパーム・アイランドの間のジュメイラビーチに沿って40ヘクタールという巨大な規模で2003年に開業したリゾートである。ジュメイラ・ビーチ・ホテルからは1kmのプライベートビーチを持つ。
マディナ・ジュメイラとはアラビア語で「ジュメイラの都市」という意味。旧市街のドバイ運河沿いの歴史的なアラビアの町並みや生活を、ジュメイラという全く別のビーチリゾート地に人工的に復元したものである。
3つのブティックホテルを中心にスパやレストラン、プール、スークが再現されており、それらはクリーク(運河)で結ばれている。リゾート内は、運河をアブラ(渡し舟)で移動する。
- アル・カサル (Al Qasr): アラビア語で「宮殿」の意味。シェイクの夏の離宮を復元したホテル。
- ミナ・アッサラム (Mina A’ Salam): 「平和の港」の意味。運河沿いに広がるアラビア建築のホテル
- ダル・アル・マシャフ (Dar Al Masyaf): 伝統的な夏の別荘で、離れをイメージしたホテル（ヴィラ）。